# Swydia
Swydia (ukr. Свидя) – wieś na Ukrainie, w obwodzie żytomierskim, w rejonie żytomierskim, w hromadzie Czerniachów. W 2001 liczyła 335 mieszkańców, spośród których 333 wskazało jako ojczysty język ukraiński, a 2 rosyjski.